# Evropské liberální fórum
Evropské liberální fórum je společná iniciativa českých politických stran hlásících se k liberalismu – Cesty změny, Liberální reformní strany a  ODA – vyhlášená v prosinci 2003. 
Jejím cílem je podporovat v českém prostředí liberální ideje vzájemnou spoluprací a v budoucnu se sloučit v jednotnou liberální stranu, která by byla dostatečně silná, aby mohla konkurovat velkým stranám, mezi nimiž liberální síla chybí.
Všechny tři strany koordinují svůj postup v rámci Koordinační rady, čítající několik dalších malých stran a hnutí, a do voleb do EP v červnu 2004 postavily spolu s US-DEU společnou kandidátku jako Unie liberálních demokratů, což hodnotí jako svůj úspěch, i když celkem získaly pouze 1,69 % hlasů a do EP tedy nepostoupily.